# Liste der Biografien/Mh
Liste der Biografien |
Portal Biografien |
Personensuche
# |
A |
B |
C |
D |
E |
F |
G |
H |
I |
J |
K |
L |
M |
N |
O |
P |
Q |
R |
S |
T |
U |
V |
W |
X |
Y |
Z |
?
 
Ma |
Mb |
Mc |
Md |
Me |
Mf |
Mg |
Mh |
Mi |
Mj |
Mk |
Ml |
Mm |
Mn |
Mo |
Mp |
Mq |
Mr |
Ms |
Mt |
Mu |
Mv |
Mw |
Mx |
My |
Mz
Die Liste der Biografien führt alle Personen auf, die in der deutschsprachigen Wikipedia einen Artikel haben. Dieses ist eine Teilliste mit 22 Einträgen von Personen, deren Namen mit den Buchstaben „Mh“ beginnt.

## Mh

### Mha
- Mhac an tSaoi, Máire (1922–2021), irische Sprachwissenschaftlerin und Dichterin
- Mhadjou, Youssouf (* 1990), komorischer Sprinter
- Mhagama, Jenista (* 1967), tansanische Politikerin und Ministerin
- Mhaissi, Lotfi (* 1964), tunesischer Fußballspieler
- Mhaladi, Ishmael (* 1948), botswanischer Mittelstreckenläufer
- Mhamdi, Abdelali (* 1991), marokkanischer Fußballtorhüter
- Mhamdi, Bilel (* 1992), tunesischer Boxer
- Mhamdi, Oualid (* 2003), deutsch-marokkanischer Fußballspieler
- Mhamdi, Rachid (* 2000), marokkanischer Sprinter
- M’Hammedi, Driss (1912–1969), marokkanischer Politiker
- M'Hamsadji, Kaddour (* 1933), algerischer Schriftsteller
- Mhango, Jappie (* 1969), malawischer Politiker
- Mhaolchatha, Méav Ní, irische Sängerin und Musikerin
- Mhasi, Filbert Felician (* 1970), tansanischer Geistlicher und römisch-katholischer Bischof von Tunduru-Masasi

### Mhd
- MHD (* 1994), französischer RapperMHD (* 1994)

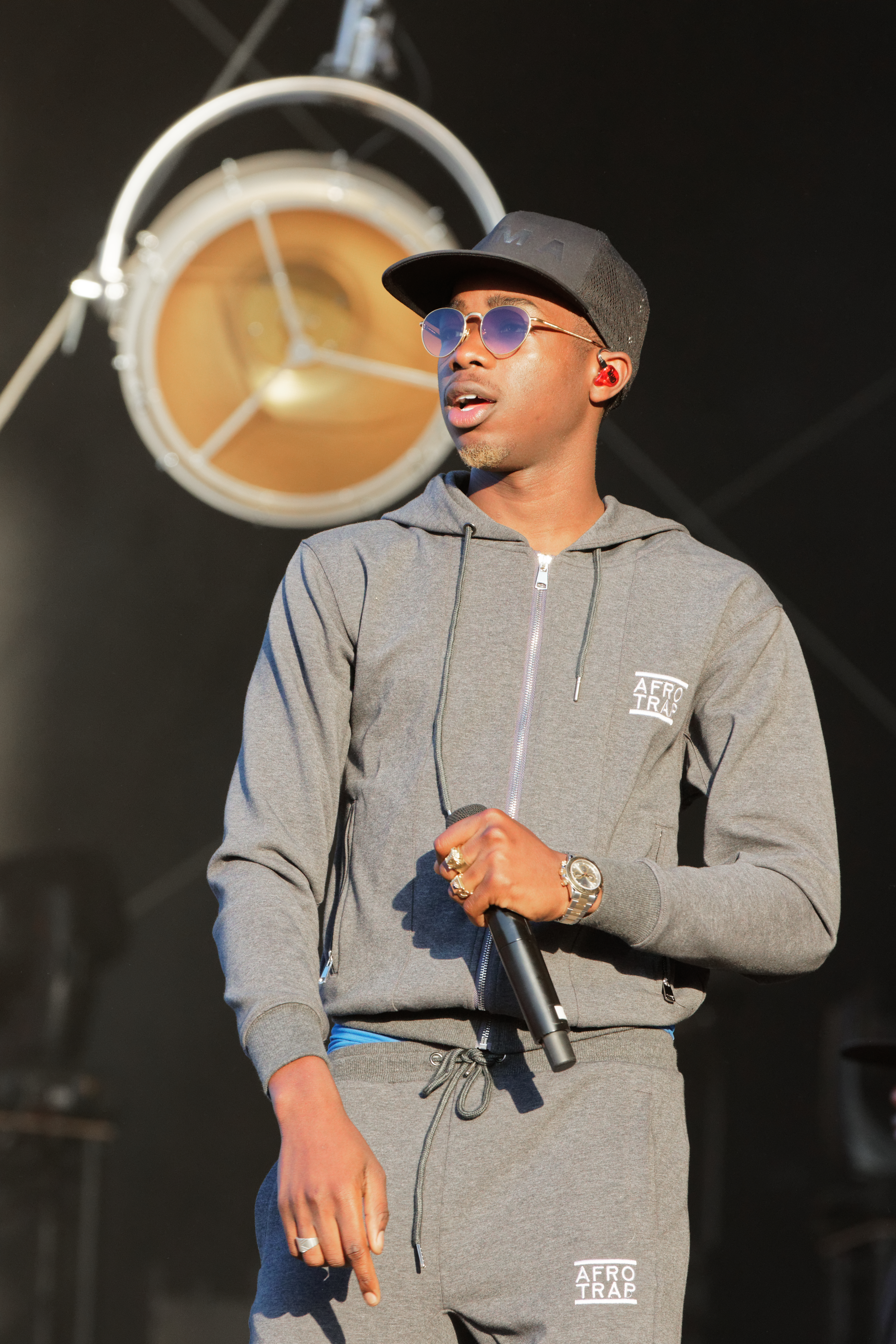
MHD (* 1994)

### Mhe
- M’henni, Hédi (1942–2024), tunesischer Politiker

### Mhl
- Mhlaba, Raymond (1920–2005), südafrikanischer Politiker und Bürgerrechtler
- Mhlanga, Khahisa (* 1999), britische Leichtathletin
- Mhlongo, Benson (* 1980), südafrikanischer Fußballspieler
- Mhlongo, Busi (1947–2010), südafrikanische Sängerin
- Mhlongo, Futhi, südafrikanische Sängerin und Schauspielerin
- Mhlophe, Gcina (* 1958), südafrikanische Schriftstellerin, Schauspielerin und Geschichtenerzählerin